# V centru
V centru je televizní pořad z let 2018 a 2019, dostupný na platformě Stream.cz. Formátem pořadu byla talk show s hosty, vznikající za přítomnosti živého publika a vysílaná živě na Televizi Seznam a na facebookovém profilu Seznam Zpráv. Moderátory pořadu byli Nikola Čechová (Shopaholic Nikol), Karel Kovář (Kovy), Janek Rubeš a Tomáš Verner. Pořad cílil na mladé obecenstvo, a to např. tím, že přes sociální sítě moderátorů a Seznam Zpráv mohli diváci pokládat hostům dotazy.
Natáčení probíhalo v prostorách Skautského institutu na Staroměstském náměstí. V prvním díle byla hostem Adriana Krnáčová, tehdejší primátorka hlavního města Prahy, se kterou rozhovor vedl Janek Rubeš, který na její dotaz, jak řešit nepoctivé taxikáře na hlavním nádraží, odpověděl, že pouze stačí odmontovat směrovku k taxi parkovišti. Následně se tak i stalo. Další hosté pořadu mimo jiné byli Petr Ludwig, Dita Přikrylová, Petr Mára, Erik Tabery, Martin Jaroš, Tomáš Šebek, Josef Průša, Ondřej Kania, Zdeněk Hřib, Petr Pavel, Vít Klusák, Johanna Nejedlová či Ján Simkanič.